# Elihu Jackson
Elihu Emory Jackson (* 3. November 1837 in Wicomico County, Maryland; † 27. Dezember 1907 in Baltimore, Maryland) war ein US-amerikanischer Politiker (Demokratische Partei) und von 1888 bis 1892 Gouverneur des Bundesstaates Maryland.

## Frühe Jahre und politischer Aufstieg
Jackson besuchte die örtlichen Schulen seiner Heimat. Danach betrieb er einen Gemischtwarenladen in dem Ort Delmar. Außerdem engagierte er sich im Getreidehandel. In diesem Bereich erstreckte sich sein Geschäftsgebiet bis nach Salisbury, Baltimore und Washington.
Zwischen 1882 und 1883 war Jackson Abgeordneter im Repräsentantenhaus von Maryland und von 1884 bis 1886 war er Mitglied des Senats von Maryland. Am 8. November 1887 wurde er zum neuen Gouverneur seines Staates gewählt.

## Gouverneur von Maryland
Elihu Jackson trat seine vierjährige Amtszeit am 11. Januar 1888 an. In seiner Amtszeit wurde bei Wahlen die geheime Stimmabgabe eingeführt. Eine Vorschrift zur regelmäßigen Kontrolle der Tabakanbauer wurde abgeschafft und auswärtige Firmen, die in Maryland tätig waren, wurden für steuerpflichtig erklärt. Gouverneur Jackson musste sich auch mit einem Skandal in seiner Regierung auseinandersetzen, als seinem Finanzminister Unterschlagung öffentlicher Gelder vorgeworfen wurde.

## Weiterer Lebenslauf
Jacksons Amtszeit endete am 13. Januar 1892. Zwischen 1895 und 1897 war er nochmals Mitglied im Senat seines Staates. Danach zog er sich aus der Politik zurück. Elihu Jackson starb am 27. Dezember 1907 in Baltimore. Mit seiner Frau Nannie Rider hatte er fünf Kinder.